# 佐渡ヶ嶽部屋フグ中毒事件
佐渡ヶ嶽部屋フグ中毒事件（さどがたけべやフグちゅうどくじけん）は、1963年11月11日に大相撲・佐渡ヶ嶽部屋で発生した死亡事件である。

## 概要
1963年（昭和38年）11月11日21時10分頃、現在の福岡市東区にあった佐渡ヶ嶽部屋の宿舎で、夜の食事（ちゃんこ）としてフグを食べたところ、力士養成員6名（三段目2名、序二段3名、番付外1名）がフグ中毒を発症し、6名全員が救急搬送され、三段目の佐渡ノ花が同月12日に、序二段の斎藤山が同月14日に死亡した。残る4名（三段目太田、序二段崎村、同橋田、番付外田中）は生還した。
6名は福岡スポーツセンター（福岡市）での大相撲11月場所（九州場所）2日目を終えた後、ちゃんこ番として他の関取がフグ鍋を食べ終わった後に、当時は食用を禁止されていなかったフグの肝を追加して食べていた。4名は11月場所を途中休場し、また師匠である11代佐渡ヶ嶽は勝負検査役を担当していたが、事件の責任を取って検査役を退いた。
当時、十両から幕下に陥落していた長谷川勝敏も同日のちゃんこ番だったが、食事前から腹の調子が悪かったことからちゃんこ代わりとしてうどんを食べに外出していた。このため長谷川は奇跡的に難を逃れ、後に入幕して関脇まで昇進した。また当時東前頭筆頭だった琴櫻傑將ら他の関取衆は、関取用に別に用意された鯛のちゃんこ鍋を食べたため難を逃れた。